# 付双建
付双建（1953年—），河北肃宁人，汉族，中华人民共和国政治人物、第十二届全国人民代表大会河北地区代表。

## 生平
毕业于北京科技大学成人教育学院，加入中国共产党，担任国家工商行政管理总局党组成员、副局长。2013年，被选为全国人大代表。